# アマチュア運動連合
アマチュア運動連合（Amateur Athletic Union、AAU、アマチュア・アスレチック・ユニオン）は、アメリカ合衆国最大の非営利のボランティアスポーツ組織である。様々なスポーツ競技の開催を行っている。AAUと表記されたり、全米体育協会と意訳されることもある。本部はフロリダ州オーランド。

## 歴史
1888年に設立された。初期は、アメリカのスポーツ組織や選手を、国際組織と橋渡しする役を担った。また、アメリカ人選手のオリンピックへの参加を手助けしていた。
1994年にウォルト・ディズニー・ワールドと提携。1996年には、本部をフロリダ州オーランドに移し、クラッカー・ジャック・スタジアムで40あまりの連合主催の大会を開催するようになった。